# ويليام هوارث
ويليام هوارث (بالإنجليزية: William Howarth)‏ (1875 بإنجلترا في المملكة المتحدة - ) هو لاعب كرة قدم بريطاني (وحمل سابقاً جنسية المملكة المتحدة لبريطانيا العظمى وأيرلندا) في مركز مهاجم داخلي. لعب مع نادي بيرنلي وأكرينغتون.